# 魔魔勇勇
《魔魔勇勇》是2023年9月11日開始連載於《週刊少年Jump》的奇幻漫畫，作者為林快彦。單行本第一卷於2024年2月2日由集英社發售。本作于2024年4月被腰斩、共34話，單行本全4冊。

## 故事簡介
由於前任勇者的努力，與魔王的戰爭結束已經過了十八年。人們選擇與魔人共存，世界迎來了和平。在和平的世界裡，來自異世界的勇者和魔王出現在失去職責、只有頭銜的勇者科爾萊奧面前。隨著新勇者和魔王的出現，世界的平衡將被打破… 

## 登場人物
以下為有聲漫畫版的聲優。

### 主要人物
科爾萊奧（聲：岡本信彦）
本作主角、被魔王瑪瑪瑪撫養的勇者。在和平時代出生，出生兩個月後手上出現勇者紋章。
瑪瑪瑪（聲：福圓美里）
38歲的蘿莉魔王，因科爾萊奧是孤兒而領養他。

## 創作
本作受《鏈鋸人》作者藤本樹的影響拥有時尚分鏡等多種趣味元素。設定和言行奇特，表達其“信念”的精心設計的情節，在角色魅力方面獨具一格。

## 出版書籍

### 漫畫
| 卷數 | 集英社       | 集英社                 | 東立出版社    | 東立出版社             |
| 卷數 | 發售日期     | ISBN                   | 發售日期      | ISBN                   |
| ---- | ------------ | ---------------------- | ------------- | ---------------------- |
| 1    | 2024年2月2日 | ISBN 978-4-088-83817-5 | 2024年8月23日 | ISBN 978-626-02-2046-4 |
| 2    | 2024年4月4日 | ISBN 978-4-088-83876-2 |               |                        |
| 3    | 2024年7月4日 | ISBN 978-4-088-84121-2 |               |                        |
| 4    | 2024年8月2日 | ISBN 978-4-088-84132-8 |               |                        |

## 迴響
根據ComicBook.com報道，《鏈鋸人》作者藤本樹給予本作支持。本作第一卷發售時受到芥见下下的推薦，表示“センスがあるってこういうこと!! 私は林先生をジャンプの転換点だと思っています!!”。隨後根據X上的Manga Mogura RE的消息，本作也受到《終將成為妳》作者仲谷鳰和《植木的法則》作者福地翼的推薦。
本作讀者數量眾多，2月發行的第一卷單行本在發售後立即加印，後來於4月再次加印。2024年4月，儘管是有著成為長期連載作品的潛力，《少年Jump》卻依然悄悄取消了本作連載。正因如此，粉絲们難以接受本作連載僅約7個月就結束的事實，社群媒體上也有各種意見在交鋒。
許多讀者認為本作會被取消的其中一個可能的原因是《神樂鉢》。另外，有關對於本作被取消的一種說法是，雖然有《勇者鬥惡龍》系列等經典的奇幻設定的先例，但『勇者與魔王』的題材可能限制了世代和讀者群體。

## 外部連結
- 漫畫官方網站（日語）
- 週刊少年Jump+ （页面存档备份，存于） （日語）